# Luiz Carlos Barreto
Luiz Carlos Barreto, nato Luiz Carlos Barreto Borges (Sobral, 20 maggio 1928), è un fotografo e produttore cinematografico brasiliano.
È stato sposato con Lucy Barreto. Dal loro matrimonio sono nati Bruno e Fábio Barreto. Ambedue i figli hanno intrapreso la carriera di registi.

## Filmografia

### Produttore
- Garrincha - Alegria do Povo, regia di Joaquim Pedro de Andrade (1963)
- Vidas Secas, regia di Nelson Pereira dos Santos (1963)
- A Hora e Vez de Augusto Matraga, regia di Roberto Santos (1965)
- O Padre e a Moça, regia di Joaquim Pedro de Andrade (1966)
- A Grande Cidade ou As Aventuras e Desventuras de Luzia e Seus 3 Amigos Chegados de Longe, regia di Carlos Diegues (1966)
- Toda Donzela Tem Um Pai Que É Uma Fera, regia di Roberto Farias (1966)
- Terra in trance (Terra em Transe), regia di Glauber Rocha (1967)
- Perpétuo Contra o Esquadrão da Morte, regia di Miguel Borges (1967)
- Bandeira Branca de Oxalá, regia di Pierre Kast (1968)
- Capitu, regia di Paulo César Saraceni (1968)
- A Vida Provisória, regia di Maurício Gomes Leite (1968)
- Brasil Ano 2000, regia di Walter Lima Jr. (1969)
- Antonio das Mortes (O Dragão da Maldade contra o Santo Guerreiro), regia di Glauber Rocha (1969)
- Os Herdeiros, regia di Carlos Diegues (1970)
- Os Senhores da Terra, regia di Paulo Thiago (1970)
- Le Maître du temps , regia di Jean-Daniel Pollet (1970)
- Azyllo Muito Louco, regia di Nelson Pereira dos Santos (1970)
- Como era gostoso o meu francês, regia di Nelson Pereira dos Santos (1971)
- O Barão Otelo no Barato dos Bilhões, regia di Miguel Borges (1971)
- Tati, regia di Bruno Barreto (1973)
- Guerra Conjugal, regia di Joaquim Pedro de Andrade (1974)
- Isto É Pelé, regia di Luiz Carlos Barreto (1974)
- Lição de Amor, regia di Eduardo Escorel (1975)
- O Casal, regia di Daniel Filho (1975)
- Donna Flor e i suoi due mariti (Dona Flor e seus dois maridos), regia di Bruno Barreto (1976)
- O Crime do Zé Bigorna, regia di Anselmo Duarte (1977)
- L'inquieta (A Dama do Lotação), regia di Neville de Almeida (1978)
- Amor Bandido, regia di Bruno Barreto (1978)
- Bye Bye Brasil, regia di Carlos Diegues (1980)
- Prova de Fogo, regia di Marco Altberg (1980)
- O Beijo No Asfalto, regia di Bruno Barreto (1981)
- Índia, a Filha do Sol, regia di Fábio Barreto (1982)
- Menino do Rio, regia di Antônio Calmon (1982)
- Inocência, regia di Walter Lima Jr. (1983)
- Memórias do Cárcere, regia di Nelson Pereira dos Santos (1984)
- O Rei do Rio, regia di Fábio Barreto (1985)
- Fonte da Saudade, regia di Marco Altberg (1985)
- Igreja dos Oprimidos, regia di Jorge Bodanzky (1986)
- Romance da Empregada, regia di Bruno Barreto (1987)
- Ele, o Boto, regia Walter Lima Jr. (1987)
- Luzia Homem, regia di Fábio Barreto (1988)
- O Quatrilho - Il quadriglio (O Quatrilho), regia di Fábio Barreto (1995)
- 4 giorni a settembre (O que é isso, companheiro?), regia di Bruno Barreto (1997)
- Uma Aventura do Zico, regia di Antonio Carlos da Fontoura (1998)
- Bela Donna - Tradimento fatale (Bela Donna), regia di Fábio Barreto (1998)
- Bossa Nova, regia di Bruno Barreto (2000)
- 2000 Nordestes, regia di Vicente Amorim, David França Mendes (2001)
- A Paixão de Jacobina, regia di Fábio Barreto (2002)
- O Caminho das Nuvens, regia di Vicente Amorim (2003)
- O Homem Que Desafiou o Diabo, regia di Moacyr Góes (2007)